# 委內瑞拉的土耳其人
委內瑞拉的土耳其人，是指生於委內瑞拉或移民到當地的土耳其人。
土耳其人最早移民到委內瑞拉是在1923年土耳其共和國成立後，估計現在人口為30000人，佔全國人口0.3%。